# Краснянский (Урюпинский район)
Краснянский — хутор в Урюпинском районе Волгоградской области России, в составе Большинского сельского поселения. Расположен на реке Косарка.
Население — 162 (2010)

## История
Дата основания не установлена. Первоначально известен как хутор Красный. Хутор входил в юрт станицы Михайловской Хопёрского округа Земли Войска Донского (с 1870 — Область Войска Донского). Согласно Списку населённых мест Земли Войска Донского в 1859 года на хуторе проживало 193 мужчины и 260 женщин.
Население хутора быстро росло: согласно переписи населения 1897 года на хуторе проживало уже 436 мужчин и 527 женщин. Большинство населения было неграмотным: из них грамотных мужчин — 109, грамотных женщин — 2.
В начале XX века разросшийся хутор был разделён на три части — верхнюю и нижнюю части и 2 половину. Согласно алфавитному списку населённых мест Области Войска Донского 1915 года земельный надел верхней части составлял 1802 десятин, 2-й половины — 1768 десятин, в каждой части имелось хуторское правление.
С 1928 года в составе Новониколаевского района Хопёрского округа (упразднён в 1930 году) Нижне-Волжского края (с 1934 года — Сталинградского края). Хутор являлся центром самостоятельного Краснянского сельсовета. С 1935 года — в составе Хопёрского района Сталинградского края (с 1936 года Сталинградской области, с 1954 по 1957 год район входил в состав Балашовской области). В 1959 году в связи с упразднением Хопёрского района хутор вновь передан в состав Урюпинского района. Решением облисполкома от 23 июня 1960 года № 11/325 § 52 Краснянский сельсовет Урюпинского района, входивший ранее в состав Хопёрского района, был переименован в Большинский сельсовет, центр его оставался на прежнем месте — хуторе Красный.

## География
Хутор находится в лесостепи, в пределах Хопёрско-Бузулукской равнины, являющейся южным окончанием Окско-Донской низменности, на реке Косарка, между хуторами Нижнецепляевский и Сантырский. По берегам реки — островки пойменного леса. Центр хутора расположен на высоте около 90 метров над уровнем моря. Почвы — чернозёмы типичные и чернозёмы обыкновенные.
По автомобильным дорогам расстояние до областного центра города Волгоград составляет 350 км, до районного центра города Урюпинск — 29 км.
Часовой пояс
Краснянский, как и вся Волгоградская область, находится в часовой зоне МСК (московское время). Смещение применяемого времени относительно UTC составляет +3:00.

## Население
Динамика численности населения по годам:
| 1859 | 1873 | 1897 | 1915 | 1987 | 2002 |
| ---- | ---- | ---- | ---- | ---- | ---- |
| 453  | 705  | 963  | 1193 | ≈240 | 178  |

| 2010 |
| ---- |
| 162  |